# Éclaireuses Éclaireurs de France
Die Éclaireuses Éclaireurs de France (EEDF) (Pfadfinderinnen und Pfadfinder Frankreichs) ist der nicht-konfessionelle Pfadfinderverband Frankreichs. 1911 gegründet, ist er die älteste Pfadfinderorganisation Frankreichs und über die Fédération du Scoutisme Français Mitglied in der World Association of Girl Guides and Girl Scouts und der World Organization of the Scout Movement. Mit 17 000 Mitgliedern ist der EEDF der zweitgrößte Pfadfinderverband Frankreichs.
Die interreligiöse und an erzieherischen Kriterien ausgerichtete Arbeit des EEDF begann 1911 mit ersten Jungengruppen. 1914 bildeten sich die ersten Pfadfinderinnengruppen. 1964 vereinigten sich die beiden Bewegungen und gründeten den ersten koedukativen Verband Frankreichs, die heutige EEDF.
Die EEDF kennt die vier Altersstufen Lutins (6–8 Jahre), Louveteaux (8–11), Éclaireuses et Éclaireurs (11–15) und Aînés (15–19 Jahre).